# Залогодержатель
Залогодержатель — физическое или юридическое лицо, принявшее имущество или другие ценности в залог. Одна из сторон залогового правоотношения. Согласно статье 334 Гражданского кодекса Российской Федерации, залогодержателем является кредитор по обеспеченному залогом обязательству, и никакие другие лица. Лицо, предоставившее имущество в залог, именуется залогодателем. Между залогодателем и залогодержателем должен быть заключён договор залога, обеспечивающий выполнение их обязательств. Российское гражданское законодательство предусматривает ответственность залогодержателя за полную или частичную утрату предмета залога, либо его повреждение, если он не докажет, что утрата или повреждение произошли вследствие непреодолимой силы или из-за отсутствия вины. В случае утраты предмета залога, залогодержатель должен компенсировать его действительную стоимость, в случае повреждения — сумму, на которую эта стоимость понизилась. Залогодатель может распоряжаться предметом залога только с согласия залогодержателя, за исключением передачи имущества по наследству.
В ряде случаев договор или закон может предусматривать нахождение предмета залога у нескольких лиц, имеющих на него равные по старшинству права залогодержателей. Такие лица именуются созалогодержателями. Созалогодержатели имеют равные права на предмета залога, но с учётом очерёдности: первоочередное право имеют те, кто раньше заключил договор залога.